# Dove Channel
Der Dove Channel ist eine schmale Meerenge im Archipel der Südlichen Orkneyinseln. Er trennt 600 m südlich der Gourlay-Halbinsel von Signy Island die zwei größeren der Oliphant-Inseln im Norden vom Rest dieser Inselgruppe und verläuft in ostwestlicher Richtung.
Wissenschaftler der britischen Discovery Investigations kartierten den Wasserweg 1933 und benannten ihn nach der Dove, dem Schiff des britischen Robbenjägers George Powell, der 1821 gemeinsam mit seinem US-amerikanischen Pendant Nathaniel Palmer die Südlichen Orkneyinseln entdeckt hatte. Als möglicher Namensgeber kommt auch ein gleichnamiges Walfangschiff in Frage, das zwischen 1912 und 1913 in diesen Gewässern operierte.